# Sant Llorenç d'Hortons
Sant Llorenç d'Hortons és un municipi de la comarca de l'Alt Penedès, de 2.419 habitants. És a l'extrem NE de la comarca, al límit amb l'Anoia i el Baix Llobregat.

## Geografia
- Llista de topònims de Sant Llorenç d'Hortons (Orografia: muntanyes, serres, collades, indrets..; hidrografia: rius, fonts...; edificis: cases, masies, esglésies, etc).

Emplaçat a la riba esquerra de l'Anoia, sobre terrenys miocènics fortament erosionats. El terme té una extensió de 19,73 km² i limita, al N i a l'E, amb Sant Esteve Sesrovires (Baix Llobregat); al S amb Gelida, amb el qual municipi fa, en part de límit la Rierassa, amb Sant Sadurní d'Anoia i Piera (Anoia); i al NW, amb Masquefa (Anoia).
El municipi de Sant Llorenç d'Hortons, amb Gelida, pertany al partit judicial de Sant Feliu de Llobregat i els seus habitants acudeixen, principalment al mercat de Martorell. El terme és drenat per diverses rieres, de les quals la més important és la riera de Ca N'Esteve o la Rierussa, eix hidrogràfic del terme, que aboca a l'Anoia ja en el terme de Gelida.
Les cotes més altes (283 m) corresponen a l'extrem més septentrional del terme, al límit amb Sant Esteve Sesrovires. El municipi, a més del poble de Sant Llorenç, que és on resideix l'ajuntament, comprèn els agregats de la Beguda Alta, la Beguda Baixa, Sant Joan Samora i la caseria del Torrentfondo. Les dues principals vies de comunicació són: primer, la carretera local de Gelida a Monistrol d'Anoia, que enllaça la comarcal de Vilafranca a Martorell amb la carretera local de Sant Sadurní d'Anoia a Piera. Aquesta carretera passa pel poble de Sant Llorenç d'Hortons. L'altra carretera és la de Martorell a Capellades, que voreja el límit NE del terme amb Sant Esteve Sesrovires.

## Demografia
La població de Sant Llorenç d'Hortons era el 1860 de 1.111 hab. Després d'una lleugera minva al tombant del segle, el 1920 assoleix el màxim demogràfic de 1.176 hab. Aleshores, però, la tendència fou regressiva fins al 1980 que començà remuntar a poc a poc i el 2006 arriba als 2.126 hab.
La població activa es xifra en un 32%, i del total, el 10% són agricultors. Són conreades 1.225ha (62% del terme), de les quals només 6ha són en règim de regadiu. El conreu principal és la vinya (67%), seguit dels cereals. La resta es distribueix en oliveres, patates i fruiters. Hi ha algunes petites indústries dedicades a l'obtenció de metalls no fèrrics, fabricació de plàstics, gèneres de punt, marcs artístics, no mancant una granja pecuària. La Societat Cultural Hortonenca promou activitats d'interès. Darrerament ha adquirit importància la funció d'estiueig i segona residència. Cal esmentar les urbanitzacions el Grandet i l'Enric.
| Entitat de població    | Habitants (2023) |
| Sant Llorenç d'Hortons | 1.852            |
| Sant Joan Samora       | 312              |
| el Grandet             | 219              |
| Vinya del Pollastre    | 70               |
| el Torrentfondo        | 49               |
| Can Bargalló           | 47               |
| la Beguda Baixa        | 23               |
| Beguda Alta, la        | 0                |
| Font: Idescat          |                  |

| 1497 f | 1515 f | 1553 f | 1717 | 1787 | 1857 | 1877  | 1887  | 1900 | 1910  |
| ------ | ------ | ------ | ---- | ---- | ---- | ----- | ----- | ---- | ----- |
| -      | 25     | 27     | 136  | 223  | 944  | 1.123 | 1.299 | 902  | 1.106 |

| 1920  | 1930  | 1940  | 1950  | 1960 | 1970 | 1981 | 1990  | 1992  | 1994  |
| ----- | ----- | ----- | ----- | ---- | ---- | ---- | ----- | ----- | ----- |
| 1.176 | 1.132 | 1.033 | 1.072 | 992  | 967  | 950  | 1.000 | 1.092 | 1.092 |

| 1996  | 1998  | 2000  | 2002  | 2004  | 2006  | 2008  | 2010  | 2012  | 2014  |
| ----- | ----- | ----- | ----- | ----- | ----- | ----- | ----- | ----- | ----- |
| 1.301 | 1.422 | 1.547 | 1.779 | 1.939 | 2.126 | 2.302 | 2.416 | 2.528 | 2.517 |

| 2016  | 2018  | 2020  | 2022  | 2024  | 2026 | 2028 | 2030 | 2032 | 2034 |
| ----- | ----- | ----- | ----- | ----- | ---- | ---- | ---- | ---- | ---- |
| 2.562 | 2.598 | 2.428 | 2.503 | 2.617 | -    | -    | -    | -    | -    |

## El nucli
El poble de Sant Llorenç d'Hortons (196 m d'altitud) és situat aproximadament al centre del terme municipal, a la dreta de la Rierassa. L'església parroquial és dedicada a Sant Llorenç. Dintre diverses dependències de la rectoria hom ha descobert restes de l'església romànica primitiva: part del mur de migdia, on hi ha una finestra de doble esqueixada i la porta romànica, de la qual es conserva la meitat, amb una arquivolta repicada, una imposta i dovelles, i el mur de l'oest en tota la seva allargada i alçada, sobre el qual hi ha vestigis del petit campanar de paret.
El lloc forma part de la baronia de Gelida, jurisdicció senyorial centrada en el castell de Gelida, que des de la fi del segle X pertanyé als Cervelló, els quals el 1297 la vengueren als reis i d'aquest passà a divers altres mans. El manual de Pràctica, forma y stil..., del 1632, esmenta que els llocs de Sant Llorenç d'Hortons i el de Gelida eren possessió per indivís del vescomte de Jóc i de dona Blanca Despalau. Encara el 1787 Gelida i Sant Llorenç d'Hortons tenien un sol batlle, si bé cada poble tenia la seva parròquia i el seu rector. Entre els masos que se citen d'antic, del terme de Sant Llorenç, es destaca el manso de Laurencio, documentat en el testament de Pere de Gelida de 1197. Al fogatjament de 1553 al poble de Sant Llorenç d'Hortons hi havia 19 focs i s'hi esmenten els masos de Martí, Salines, Escarit, Tres Trulls i la Riera.

## Sant Joan Samora

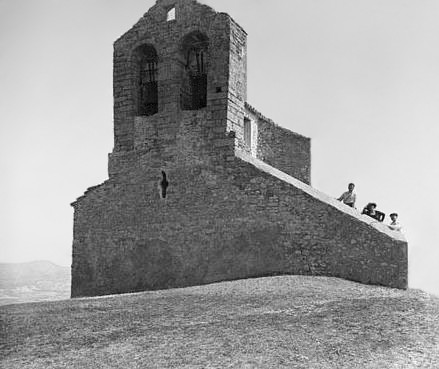
Campanar de l'ermita de Sant Joan (c. 1915-1930)

El poble de Sant Joan Samora és situat a llevant del cap del municipi: Del terme municipal, és el lloc documentat de més antic. El 1080 l'abat de Sant Cugat encomanà l'església de S. Iohannis de Mora al clergue Ramon Sunifred. Aquesta església de Sant Joan Samora és romànica i fou restaurada cap als anys 1980. Té una sola nau, amb una capella posterior afegida a septentrió, capçada per un absis semicircular. La porta, amb arquivolta i impostes, és a migdia. Al mur de ponent hi ha rengles d'aparell d'espiga. Al fogatjament de 1553 hi havia només 8 focs. El 1970 hi havia 64 hab. en l'aglomerat i 57 hab. disseminats, aquests principalment entre el veïnat de la Casa Gran i el barri de Can Carafí, S'hi accedeix per un trencall al km. 21 de la carretera de Martorell a Capellades.

## La Beguda Alta
A l'extrem més septentrional del terme, al llarg de la carretera de Martorell a Capellades, hi ha el poble de la Beguda Alta (282 m d'altitud), que s'estén, també, pels termes de Masquefa i Sant Esteve Sesrovires. El 1960 hi havia 345 hab. que es repartien així: 101 a Sant Llorenç d'Hortons, 138 a Masquefa i 106 a Sant Esteve Sesrovires. Dins el terme de Masquefa hi ha l'estació de ferrocarril de via estreta de Martorell a Igualada. L'església de Santa Maria depèn de la parròquia de Sant Llorenç d'Hortons. Entre els seus edificis es destaca la senyorial masia Can Bach, entre un conjunt de cellers i caves.
Des de l'agost del 2018 el nucli de La Beguda Alta passa a formar part del municipi de Masquefa.

## La Beguda Baixa
El poble de la Beguda Baixa és, també, situat al llarg de la carretera de Martorell a Capellades, al límit amb Sant Esteve Sesrovires. El 1960 hi havia 47 hab. Està comunicada per la carretera provincial B-224 i dins del nucli s'hi troben varis restaurants així com la seu de les caves Castell d'Age.

## Hortonencs il·lustres
- Josep Carreras i Torrents (1934-), polític i primer alcalde democràtic de Sant Llorenç d'Hortons.[1]